# Manville, Wyoming
Manville är en småstad i östra Wyoming i USA, belägen i Niobrara County omkring 16 km (10 miles) väster om countyts huvudort Lusk. Befolkningen uppgick till 95 invånare vid 2010 års folkräkning.

## Historia
Manville namngavs av grundaren Addison A. Spaugh (1857-1943) efter Hiram S. Manville, delägare i Converse Cattle Company. Ortens postkontor öppnades 1887. Den tillkom som en lastplats för boskap på BNSF:s järnväg och som handelsplats för de närliggande rancherna. Orten växte snabbt genom boskaps- och oljebranschens boom i början av 1900-talet. Den hade 584 invånare 1920, men genom 1920-talets recession sjönk invånarantalet till omkring 200 invånare 1930.